# Abel Chermont
Abel de Abreu Chermont (Belém, 21 de junho de 1887 — Belém, 19 de setembro de 1962) foi um advogado, jornalista, deputado e senador brasileiro.
Filho de Francisco Leite Chermont e Esther Pombo da Gama e Abreu Chermont. Seu avô paterno, Antônio Lacerda de Chermont, visconde de Arari, teve distinção como primeiro vice-presidente da província do Pará entre 1866-1868. Era neto materno do barão de Marajó e primo-irmão do médico e político Mário Midosi Chermont.  
Abel Chermont estudou no Dulwich College, em Londres, estudando também na Universidade de Kiel, na Alemanha tendo se formado bacharel em direito pela Faculdade de Direito de São Paulo.
Desempenhou várias funções públicas de grande destaque. Então membro do Partido Republicano Federal, participou do levante militar em 1916 que depôs o governador Enéas Martins para ascensão do governador Lauro Sodré em 1917. Foi Deputado Federal nos períodos 1918 a 1920 e 1933 a 1934. Foi Senador no período de 1935 a 1937. Fundou o Grupo Parlamentar Pró-Liberdades Populares visando combater o avanço do Integralismo em defesa da vigência das liberdades constitucionais. Processado, condenado e preso no governo Getúlio Vargas porque com outros parlamentares havia denunciado arbitrariedades e violências cometidas pela repressão anticomunista. Foi absolvido pelo TSN. 
Em 16 de abril de 2013, o Senado aprovou, em votação simbólica, o projeto de resolução (PRS 4/2012) que declarou nula a resolução da Mesa que extinguiu o mandato do senador Luiz Carlos Prestes e do seu suplente, Abel Chermont.
Foi citado, junto com um de seus filhos Francisco de Campos e Chermont, por Graciliano Ramos, nos episódios relatados no livro Memórias do Cárcere.